# Drymochares
Drymochares är ett släkte av skalbaggar. Drymochares ingår i familjen långhorningar.
Kladogram enligt Catalogue of Life:
| Drymochares | \| \| Drymochares cylindraceus \| \| \| \| \| \| Drymochares truquii \| \| \| \| |
|             | \| \| Drymochares cylindraceus \| \| \| \| \| \| Drymochares truquii \| \| \| \| |
|             | Drymochares cylindraceus                                                         |
|             |                                                                                  |
|             | Drymochares truquii                                                              |
|             |                                                                                  |